# Celična kultura
Celična kultura so celice, gojene zunaj telesa (in vitro) v umetnih razmerah.

## Celične kulture
Rastlinske in živalske celice, ki jih pridobimo iz tkiv, se še naprej razmnožujejo, če jim zagotovimo primerna hranila in pogoje. Ko jih v laboratoriju gojimo izven organizma, proces imenujemo celična kultura. Temu pojavu rečemo in vitro (izven živega organizma) kot nasprotje pojavu in vivo (v živem organizmu). Proces kultiviranja omogoča posamezni celici živeti kot neodvisni enoti, podobno kot mikroorganizmu, npr. bakteriji ali glivi. Celice so se zmožne deliti, rasti in v serijski kulturi razmnoževati, dokler tega ne prekine kakšen pomemben dejavnik, ki se tekom kultivacije porablja oz. spreminja (npr. hranila).
Celice za kulturo so lahko pridobljene neposredno iz tkiv in nato disociirane s pomočjo encimskih ali mehanskih metod pred kultivacijo, ali pa izhajajo iz že vzgojene celične linije. Kulture po navadi vsebujejo celice enega tipa, čeprav so mešane kulture (predvsem bakterijske) pogoste v živilstvu in študijah odpadnih voda. Celice v kulturah so lahko gensko identične (homogena populacija) ali pa kažejo genske variacije (heterogena populacija). Homogeni populaciji, ki izhaja iz ene same matične celice, rečemo klon. Vse celice take populacije so gensko identične.
Priprava živalskih celičnih kultur je postala vsakdanja laboratorijska tehnika v sredini 20. stoletja, ideja o ohranjanju živih celic, ločenih od njihovega naravnega okolja, pa je bila odkrita že konec 19. stoletja.

### Vrste celičnih kultur
Kjub temu da v kulturah gojimo celične linije različnih izvorov in z različnimi biološkimi značilnostmi, jih težko ločimo le na podlagi morfoloških značilnosti. Na zunaj namreč večina kultur izgleda morfološko identično. Prav tako pa je za celične kulture značilno, da se tekom časa lahko močno spremenijo. Primer take spremembe so nekatere primarne celične kulture, ki so sprva heterogene, sčasoma pa v njih začne prevladovati ena vrsta celic.

#### Primarne in trajne celične kulture
Primarne kulture sestavljajo celice v gojiščih, ki so izolirane neposredno iz tkiv in se pod optimalnimi pogoji razmnožujejo vse dokler ne dosežejo največje gostote (konfluentnosti) na gojišču. Preden pride do tega pojava, je treba celice subkultivirati – prenesti na novo gojišče s svežim gojiščem, ki jim zagotavlja hrano in prostor za kontinuirano rast. Nekatere celične linije izkazujejo kontaktno inhibicijo in se prenehajo deliti, ko dosežejo maksimalno gostoto; celice tumorjev kontaktne inhibicije po navadi nimajo in se ne prenehajo deliti tudi, ko ustvarijo monosloj.
Primarne celične kulture po navadi sestavljajo heterogene celice, ki dobro predstavljajo starševske celice, prav tako pa izražajo specifične lastnosti tkiva (ohranijo diferenciacijske značilnosti celic in vivo).[3]  Po določenem številu subkultivacij celične linije propadejo (končne linije) ali pa postanejo nesmrtne s procesom transformacije. Do tega lahko pride spontano, lahko pa s kemično indukcijo ali z indukcijo virusnimi onkogeni. Ko končne celične linije podvržemo transformacijam, ki jim dajo možnost neskončnega števila delitev (transformiramo jih v tumorske celice), dobimo trajne celične linije. Te linije se precej razlikujejo od primarnih kultur – v morfologiji v kromosomskih in drugih spremembah.

#### Morfologija celic v kulturah
Celice v kulturah lahko razdelimo v tri osnovne kategorije na podlagi oblike in izgleda.
- Fibroblastne (fibroblastom podobne) celice so bipolarne ali multipolarne, podolgovate oblike in rastejo pritrjene na podlago.
- Epitelijskim podobne celice so poligonske oblike, rastejo pritrjene na podlago.
- Limfoblastom podobne celice so sferične oblike in po navadi rastejo v suspenzijah, brez pritrjevanja na podlago.

### Pogoji kultiviranja
Pogoji za rast celic se močno razlikujejo glede na tip celic, vendar mora vsako primerno gojišče vsebovati sledeče:
- Substrat oz. medij, ki vsebuje esencialna hranila (aminokisline, ogljikove hidrate, vitamine in minerale)
- Rastne dejavnike
- Hormone
- Pline (O2, CO2)
- Regulirano fizikalno-kemijsko okolje (nadzorovan pH, osmotski tlak in temperatura)

Večina celic mora biti kultivirana na trdno podlago (substrate), nekatere pa je možno gojiti v tekočem mediju (suspenzijske kulture). Oblika, ki jo imajo celične linije, odraža tkivo, iz katerega izhajajo. Tako npr. celične linije iz krvi (levkemija, limfomi) rastejo v suspenziji, medtem ko celice iz trdih tkiv rastejo v monosloju.

### Namen
- Za preiskovanje normalne fiziologije in biokemije celic (npr. študije celične presnove).
- Za testiranje učinkov različnih kemijskih substanc ali zdravil na specifične celične tipe (npr. normalne ali rakaste celice).
- Za preučevanje zaporedne oz. vzporedne kombinacije različnih celičnih tipov za iznajdbo umetnih tkiv, npr. umetne kože. Možnost iznajdbe umetnih tkiv je vedno bolj intenzivno preučevano področje biotehnologije; gre za t. i. tkivno inženirstvo.
- Za sintezo pomembnih bioloških snovi iz raznovrstnih celičnih kultur. Biološke snovi obsegajo široko območje celičnih produktov, tudi specifične beljakovine ali viruse, ki za rast zahtevajo živalske celice. Npr. beljakovine, namenjene za terapevtske namene, so lahko v velikih količinah sintetizirani s pomočjo gensko spremenjenih celic. Število takšnih komercialno pomembnih bioloških snovi je hitro naraslo tekom zadnjega desetletja in je pripeljalo do širokega zanimanja za tehnologijo živalskih celičnih kultur.

Glavna prednost uporabe celičnih kultur za katerega koli od zgoraj naštetih namenov je stalnost in ponovljivost rezultatov, ki sta zagotovljeni z uporabo iste serije celic. Slabost celičnih kultur pa je, da se tekom kontinuirane rasti karakteristike celic v kulturah lahko spremenijo in postanejo precej različne začetni populaciji. Celice se lahko adaptirajo različnim okoljem (npr. različna hranila, temperaturam koncentracije soli etc.) z variiranjem aktivnosti svojih encimov.

## Citotoksičnost
Citotoksičnost pomeni strupenost za celice. Izpostavljanje celic citotoksičnim snovem lahko privede do različnih pojavov: nekroze (celica izgubi membransko integriteto – pride do lize in celica propade), zmanjšane celične viabilnosti (celica neha aktivno rasti in se razmnoževati) ali pa programirane celične smrti – apoptoze.
Nekrotične celice prepoznamo po hitrem nabrekanju, izgubi membranske integritete, zmanjšani presnovi in izpustu vsebine celice v okolje. Celice, ki doživijo hitro nekrozo v in vitro razmerah, nimajo zadostne energije za aktivacijo apoptotičnega mehanizma in ne izražajo apoptotskih označevalcev. Za apoptozo so značilni dobro definirani celični in molekularni dogodki, kot so sprememba v refrakcijskem količniku celice, krčenje citoplazme, kondenzacija jedra in cepitev DNK v določeno velike fragmente. Celice v kulturi, ki doživljajo apoptozo, sčasoma preidejo v sekundarno nekrozo. Ustavijo presnovo, izgubijo membransko integriteto in lizirajo.

### Preskusi citotoksičnosti
Preskusi citotoksičnosti so pogosto v uporabi predvsem v farmacevtski industriji, kjer z njimi preverijo citotoksičnost snovi. Raziskovalci lahko iščejo citotoksične substance, če želijo npr. razviti zdravilo, ki naj bi učinkovalo na hitro deleče se rakave celice, lahko pa pred začetkom razvoja proizvodnje preverijo možne neželene citotoksične učinke substance, preden investirajo v njihov razvoj kot farmacevtske učinkovine. In vitro kultivirane celice so najpogosteje heterogene populacije. Ko so izpostavljene testiranim komponentam, se vse ne odzovejo istočasno. Izpostavljene toksinom lahko reagirajo v času nekaj ur ali nekaj dni, kar je odvisno od mnogih dejavnikov, med drugim mehanizma celične smrti, koncentracije toksina in časa izpostavljenosti toksinu. Kot rezultat poskusov na heterogenih populacijah večine testov dobimo povprečje celotne celične populacije. Poznamo različne teste, ki nam omogočajo določiti citotoksične spremembe v celici; test viabilnosti, ki se nanaša na takojšni odziv (npr. sprememba v permeabilnosti celične membrane), test preživetja – dolgotrajna ohranitev celične kulture (5 do 10 generacij ali več), metabolni test, ki določa spremembe v presnovi, in inflamatorni test.

#### Primeri testov citotoksičnosti
- Testi celične viabilnosti, ki merijo ATP:
  - CellTiter-Glo® Luminescent Cell Viability Assay
  - BacTiter-Glo™ Microbial Cell Viability Assay
- Testi celične viabilnosti, ki merijo metabolno kapaciteto: 
  - CellTiter-Blue® Cell Viability Assay (resazurin)
- Testi, ki temeljijo na uporabi tetrazolijeve soli:
  - CellTiter 96® AQueous One Solution Cell Proliferation Assay (MTS)
  - CellTiter 96® AQueous Non-Radioactive Cell Proliferation Assay
- Testi citotoksičnosti:
  - Določanje števila živih in mrtvih celic v celični populaciji
  - MultiTox-Fluor Multiplex Cytotoxicity Assay
- Citotoksični testi, ki merijo sproščanje LDH
  - CytoTox-ONE™ Homogeneous Membrane Integrity Assay
  - CytoTox 96® Non-Radioactive Cytotoxicity Assay
- Testi za zaznavo apoptoze
- Večnamenski testi

##### Testi viabilnosti
Ocenjevanje integritete celične membrane je eden najpogostejših načinov merjenja celične viabilnosti in citotoksičnih učinkov. Spojine, ki imajo citotoksični učinek, pogosto spremenijo integriteto membrane. Nekatera barvila (tripan modro, propilijev jodid, eritrozin, nigrozin, naftalen črno ...) po navadi ne morejo vstopiti v zdravo celico, po izgubi membranske integritete pa lahko prosto vstopajo preko membrane in obarvajo znotrajcelično vsebino. Poleg tega lahko membransko integriteto ocenjujemo s sprostitvijo snovi, ki se običajno nahajajo v notranjosti celic (npr. laktat dehidrogenaza).

##### Testi presnovne aktivnosti celic
- CellTiter-Blue® Cell Viability Assay (resazurin)

Test CellTiter-Blue® Cell Viability temelji na reagentu, ki vsebuje resazurin. Reagent dodamo celicam neposredno v kulturo in inkubiramo pri 37 °C 1–4 ure, da omogočimo živim celicam pretvorbo resazurina v fluorescirajoči produkt – resorufin. Pretvorba resazurina v resorufin je sorazmerna s številom presnovno aktivnih, živih celic, prisotnih v gojišču. Meritve opravljamo s spektrofotometrom. Ker imajo različni tipi celic različne sposobnosti reduciranja resazurina, lahko prilagajanje dolžine časa inkubacije z reagentom CellTiter-Blue® izboljša občutljivost testa.[4] Test CellTiter-Blue® je poceni in preprost. Čas inkubacije je fleksibilen in končni rezultati so lahko zbrani s pomočjo merjenja fluorescence ali absorbance, čeprav je zaradi večje občutljivosti priporočeno merjenje fluorescence.
- CellTiter 96® AQueous One Solution Cell Proliferation Assay (MTS)

S presnovo v živih celicah nastajajo »reducirajoče molekule«, kot sta NADH in NADPH, ki reducirata reagent MTS (3-(4,5-dimetiltiazol-2-il)-5-(3-karboksimetoksifenil)-2-(4-sulfofenil)-2H-tetrazolijeva sol) v topni vodni produkt formazan. Ob smrti celica izgubi zmožnost redukcije tetrazolijevih soli. Produkcija obarvanega formazana je tako sorazmerna številu živih celic v celični kulturi. Test The CellTiter 96® AQueous One Solution Cell Proliferation Assay je test MTS za ocenjevanje števila živih celic v kulturi. MTS tetrazolijeva sol je podobna pogosto uporabljeni MTT tetrazolijevi soli in ima to prednost, da je produkt formazan topen v gojišču celične kulture in ne potrebujemo drugih reagentov za raztapljanje. Reagent se doda neposredno v kulturo in celice se inkubirajo 1–4 ure pri 37 °C ter se nato izmeri absorbanca pri 490 nm.

##### Citotoksični test – določanje števila živih in mrtvih celic v celični populaciji
- CytoTox-ONE™ Homogeneous Membrane Integrity Assay

Ena izmed pogosto uporabljenih metod za določanje viabilnosti je merjenje aktivnosti laktat dehidrogenaze (LDH). Test CytoTox-ONE™ Homogeneous Membrane Integrity je fluorescenčna metoda, ki s pomočjo sklopljenih encimskih reakcij meri izpust LDH iz poškodovanih celic in s tem ocenjuje citotoksičnost. S testom lahko ocenimo število mrtvih celic v mešani populaciji živih in mrtvih celic. V primeru uporabe reagenta, ki lizira vse celice, lahko s testom določimo tudi število vseh celic v populaciji. LDH katalizira pretvorbo laktata v piruvat in obenem proizvaja NADH. Reagent CytoTox-ONE™ vsebuje v prebitku  laktat in NAD+. Nastali NADH v prisotnosti diaforaze in resazurina pripelje do diaforazno katalizirane produkcije fluorescirajočega resorufina. Ker poteka test pri fiziološkem pH in osmotskih pogojih, reagent CytoTox-ONE™ ne uniči živih celic. Test je hiter, po navadi zahteva le 10 minut inkubacije. Pod temi pogoji ne pride do sprememb vsebnosti resazurina v populaciji živih celic.
- MultiTox-Fluor Multiplex Cytotoxicity Assay

Čeprav so testi določanja celične viabilnosti in citotoksičnosti na podlagi ATP, redukcijskih potencialov in LDH poceni in zelo uporabne metode, imajo svoje omejitve. MultiTox-Fluor Multiplex Cytotoxicity Assay je metoda, ki omogoča hkratno merjenje relativnega števila tako živih kot tudi mrtvih celic v celični populaciji. Ta test daje radiometrične, obratno sorazmerne vrednosti viabilnosti in citotoksičnosti, ki so koristne pri pretvorbi podatkov glede na število celic.
Test MultiTox-Fluor Multiplex Cytotoxicity hkrati meri aktivnost dveh proteaz; ena je pokazatelj celične viabilnosti, druga pa citotoksičnosti. Aktivnost proteaze živih celic je značilna le za nepoškodovane žive celice in jo merimo z uporabo fluorogenega peptidnega substrata, ki prodira v celice (gllicil-fenilalanil-amino-fluorokumarin; GF-AFC). Substrat vstopi v nepoškodovano celico, kjer ga proteaza razcepi in nastane fluorescirajoči produkt, katerega količina je sorazmerna številu živih celic. Ob izgubi membranske integritete postane proteaza neaktivna in uhaja v gojišče celične kulture.
Drugi fluorescirajoči substrat (bis-alanil-alanil-fenilalanil-rodamin 110; bis-AAF-R110) je peptid, ki ne prehaja v celice. Uporablja se ga za merjenje aktivnosti proteaze mrtvih celic, ki se sprosti iz celic, ki so izgubile membransko integriteto. Ker bis-AAF-R110 ne more vstopati v celice, ne more meriti proteazne aktivnosti nepoškodovanih celic. Žive in mrtve celice tako ustvarijo različna produkta, AFC in R110, ki imata različna ekscitacijska in emisijska spektra, kar omogoča sočasno zaznavo obeh signalov.